# 史蒂芬·席格
史蒂芬·席格（英語：Steven Frederic Seagal，又译斯蒂芬·西格爾，1952年4月10日—），俄羅斯籍的美國男演員、製片人、劇作家、導演、武打教練、歌手，擁有合氣道黑帶七段。席格最初只是一名在日本指導合氣道的武術教練，之後搬家到了洛杉磯，武打能力受到注意，首度演出則是在1988年，從那時起，席格就成為了世界著名的武打明星，他的電影票房總和超過七億美元。
席格過去主要是以動作武打聞名，但是他同時也有發行專輯，並且創立了「史蒂芬·席格企業」。席格同時也是一名環境保育人士、合氣道武術教練、動物權利行動人士，他也被人稱「Chungdrag Dorje」。因篤信喇嘛教黃教，因信仰虔誠而與第十四代達賴喇嘛丹增嘉措相識，曾多次擔任達賴喇嘛出訪時的保镖。
2015年，席格被俄羅斯總統普京任命為俄羅斯駐美名譽領事。2016年加入塞尔维亚和俄罗斯籍。

## 早年生活

### 青年
史蒂芬·席格出生於美國密西根州蘭辛，從其姓氏「席格」（Seagal）可以得知他是猶太人。祖父母来自圣彼得堡的犹太人，他的姓氏“西格尔”是由源自白俄罗斯和乌克兰的“西格尔曼”转变而来的。當席格5歲時，全家人則是重新安定在加州橙縣富勒顿（Fullerton），席格也是在那裡的Buena Park高校就讀。席格大約是在7歲開始接觸武術，當時他由知名的系東流空手道大師出村文雄（Fumio Demura）以及美國西部合氣道聯盟主席羅得小林（Rod Kobayashi）指導，他在青少年時期學會了包括合氣道、空手道、柔道以及劍道，後來他也成為了Demura空手道表演隊伍的成員之一，並且在南加州的舊日本村落進行每日表演。1974年，晉升心身統一合氣道初段（這也是席格與前妻起爭執的原因之一）。

### 日本
在完成了大學學業後，席格與當時的女朋友藤谷美也子搬到了日本，他女朋友為日本人，席格並且與她開設合氣道學校的父母居住在一起，不過她的父母認為席格只是為了要逃避當時越戰的徵兵而來到日本。席格沒多久就與他的女友結婚，不過這只是為了作為繼續留在日本逃避徵兵的有效證明而已。
在日本的期間，席格捨棄了藤平光一的「氣的研究會」以及心身統一合氣道，選擇加入了「財團法人合氣道」（植芝盛平）。當時席格被稱為Take Shigemichi大師，一般認為，席格是第一個在日本開設並且經營合氣道道場的外國人（雖然不是法定上，但是席格擁有實際操作權），而這道館就是位於大阪的天心道場，席格說過他曾在道場直接與日本黑道搏鬥，席格則聲稱他岳父是在賭博中迷失，不過席格的前妻藤谷美也子則說：「那是謊言。」，並且說道：「我父親頂多會在喝醉時大叫，不過絕對不會打架！」

### 重返美國
回到了新墨西哥州的道斯，席格與資深的學生以及雜技演員奎格·當姆一起合開了道場，不過席格所花的大部分時間是在拍片以及企業活動，席格所留在新墨西哥州的日子也只是為了處理道場的事情罷了。後來在日本待上一段時間後，席格又在1983年重新回到了美國，他也與資深的學生Haruo Matsuoka在加州柏本克合辦道場，不過很快又搬至了西好萊塢，席格最後在1997年與Matsuoka分道揚鑣。在這段期間，席格與好萊塢接洽，最初他只是擔任電影的武術指導教練，例如三船敏郎主演的1982年電影《The Challenge》、史恩·康納萊的1983年電影《巡弋飛彈》，席格也成為了名流的貼身護衛，例如當時未來的妻子凱莉·勒布洛克以及好萊塢星探麥克·歐維茲，而歐維茲則發現了席格的武術能力，並且以個人將他拉到了華納兄弟公司參加銀幕測試，他們都對於席格有很好的印象，也因此席格簽下了第一部電影的合約。

## 私人生活
史蒂芬·席格的母親派翠西亞（Patricia）為信仰天主教的愛爾蘭人，職業為急診室技術人員，父親史蒂芬（Stephen）則是一名高中數學老師，席格是家中唯一的兒子，他有一個姐姐和兩個妹妹。目前席格在加州Shasta擁有一間大牧場、在Mandeville峽谷有一個家，以及在洛杉磯的近郊住宅，席格還有很多寵物，貓「Sylvester」、「Gap」，狗「Gruff」、「Cole」、「Tyson」、「Hamlet」、「Chaos」、「Fist」。

### 婚姻
1. 藤谷美也子（Miyako Fujitani）（1975年－1986年）－已離婚－育有1子、1女
2. 安德琳·拉魯莎（1984年－1987年）－宣告無效
3. 凱莉·勒布洛克（1987年－1996年）－已離婚－育有1子、2女

席格的婚姻最有名的莫過於席格的重婚罪，當他離開了第一任妻子藤谷美也子前往美國時（據報導，席格離開前的話為「你已經瘋了，我要離婚！」），之後便娶了《Days of Our Lives》演員安德琳·拉魯莎為妻，但是當時席格並沒有完成與前妻的離婚手續。後來在與拉魯莎的婚姻期間，席格認識了凱莉·勒布洛克，有了關係甚至懷了席格的孩子，當這件新聞曝光後，席格與拉魯莎的婚姻便宣告無效，席格並且在1987年9月5日與勒布洛克結婚。1994年，勒布洛克提出離婚申請書，原因為「兩人無法相容的差異性」，後來在這段期間，又傳出了席格與孩子的奶媽艾瑞莎·沃虎有關係。

### 孩子
在這三任婚姻當中，席格已知有六名孩子。第一任婚姻中，他與藤谷美也子生下了一名兒子，現為模特兒及演員的劍太郎·席格（剣太郎セガール，Kentaro Seagal，出生於1975年10月3日），以及現為作家及演員的女兒藤谷文子（Fujitani Ayako，出生於1979年12月7日）。他與勒布洛克的三個孩子則分別為，女兒安娜麗莎（Annaliza，出生於1987年）、艾瑞莎（Arissa，出生於1993年），以及兒子多米尼克（Dominic，出生於1990年）。席格則與艾瑞莎·沃虎有一名女兒莎凡娜（Savannah，出生於1996年）。
席格還有另一名孩子，席格因為信仰藏傳佛教透過朋友關係認識了一名西藏孩童堯西·班·仁吉旺姆，她是十世班禪喇嘛確吉堅贊的女兒，仁吉在美國唸書時即是由席格做為她的監護人。

### 國籍、政治立場

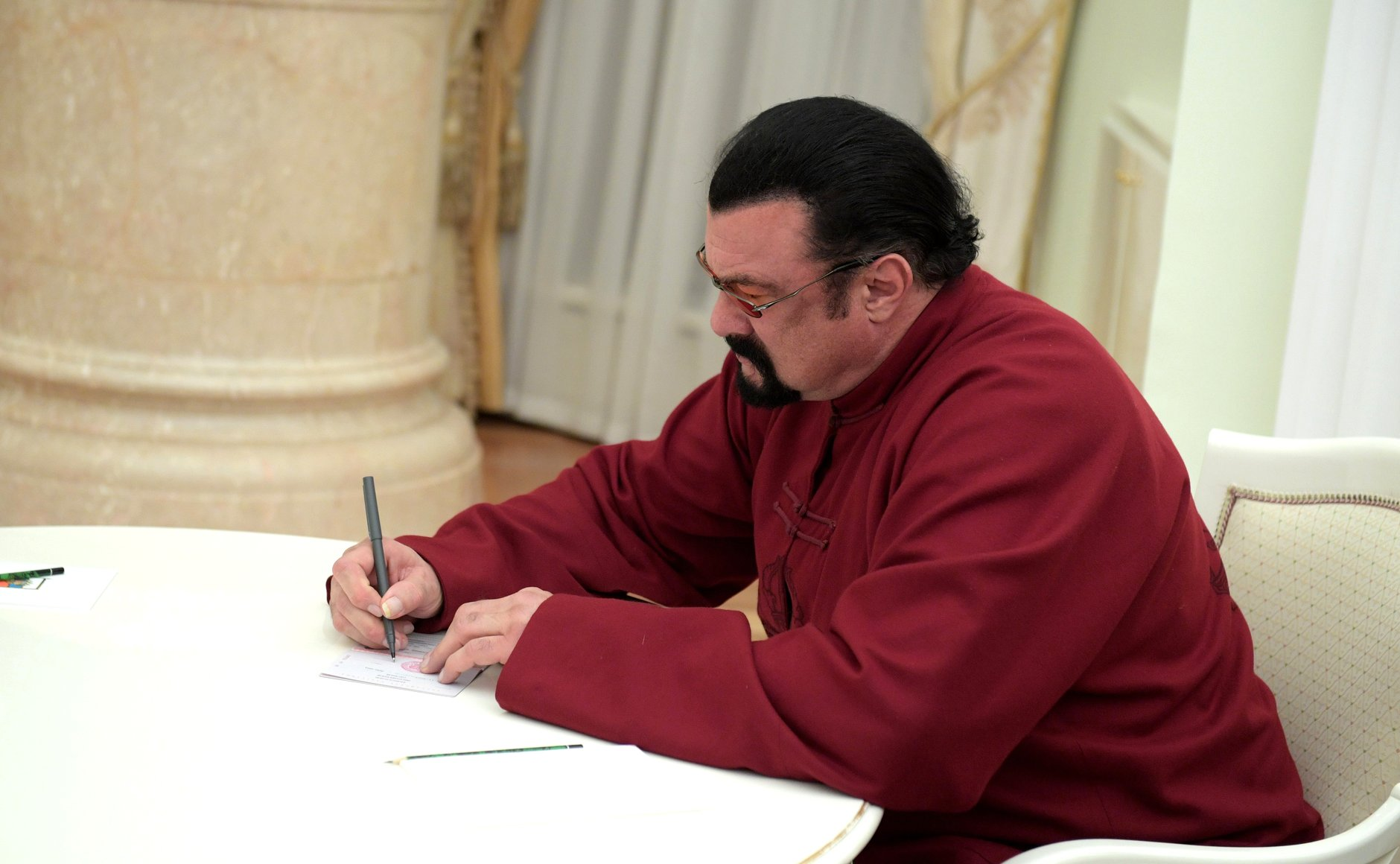
席格2016年11月在自己的俄羅斯護照上簽名

據報導，席格擁有三個國家的公民身份：美國、塞爾維亞和俄羅斯。席格出生在美國，擁有美國公民身份。在多次訪問塞爾維亞後，2016年1月11日獲得塞爾維亞公民身份，並被要求向塞尔维亚特种部队教授合氣道。
席格2016年11月3日獲得俄羅斯公民身份；據政府發言人德米特里·谢尔盖耶维奇·佩斯科夫所述，「他很長一段時間內一直堅持要求獲得公民身份。」雖然各種媒體都將席格和弗拉基米爾·普京總統列為朋友，加上席格表示「願意將（普京）視為兄弟」，但兩人實際上保持著距離；佩斯科夫對此表示：「我不一定會說他（普京）是席格的超級粉絲，但肯定看過席格的一些電影。」席格也將普京排入世上最偉大的領導人、世上最偉大的總統行列。
席格在俄烏戰爭期間持續支持普京而被授予友誼勳章，但也為此被禁止進入烏克蘭，並被視為對烏國安全的威脅。2023年3月，席格指責美國政府在媒體上花費「數十億美元用於虛假資訊和謊言」，以「試圖詆毀、挫敗和摧毀俄羅斯正在興起的士氣」、「超過一半的美國人實際上愛俄羅斯且愛著俄羅斯人，並且知道他們被騙了。」他更補充：「我從小就熱愛俄羅斯，且熱愛從小就了解的一切。對個人而言，我是百分之一百萬的親俄者兼百分之一百萬的俄羅斯人。」

## 代言
2016年11月，席格與Wargaming合作為線上遊戲《戰艦世界》擔任英雄戰鬥顧問。

## 作品列表

### 電影
| 年份 | 標題                    | 角色                      | 附註 |
| ---- | ----------------------- | ------------------------- | --- |
| 1988 | 《熱血高手》            | Nico Toscani              | 兼監製 |
| 1990 | 《殺不死的勇者》        | Mason Storm               | |
| 1990 | 《天龍戰警》            | John Hatcher              | 兼監製和音樂創作 |
| 1991 | 《法外出擊》            | Det. Gino Felino          | 兼監製和音樂創作 |
| 1992 | 《魔鬼戰將》            | 凱西·雷白克               | 兼監製 |
| 1994 | 《絕地戰將》            | Forrest Taft              | 兼導演和監製 金酸莓獎最差導演 提名-金酸莓獎最差男主角 提名-金酸莓獎最差影片（與朱利葉斯·R·納索和何杰民共享） |
| 1995 | 《魔鬼戰將2》           | 凱西·雷白克               | 兼監製和音樂創作 |
| 1996 | 《747絕地悍將》         | Lt. Colonel Austin Travis | 提名-金酸莓獎最差男配角 |
| 1996 | 《魔鬼尖兵》            | Lt. Jack Cole             | 兼監製和音樂創作 |
| 1997 | 《烈火戰將》            | Jack Taggart              | 兼監製和音樂創作 提名-金酸莓獎最差男主角 提名-金酸莓獎最差影片（與朱利葉斯·R·納索共享） 提名-金酸莓獎最差銀幕情侶（與「他的吉他」共享） 提名-金酸莓獎最差原創歌曲（與馬克·科利以歌曲〈Fire Down Below〉而共享） 提名-斯汀克斯爛片獎最差男主角 |
| 1998 | 《我的巨人》            | 他自己                    | 客串 |
| 1998 | 《火線戰將》            | Dr. Wesley McClaren       | DVD首映；兼監製 |
| 1998 | Not Even The Trees      | -                         | DVD首映；監製 |
| 2000 | Prince of Central Park  | -                         | DVD首映 |
| 2001 | The Path Beyond Thought | 他自己／旁白              | 紀錄片（DVD首映）；兼執行製片人 |
| 2001 | 《以毒攻毒》            | Orin Boyd                 | 提名-斯汀克斯爛片獎最差男主角 |
| 2001 | 《即時引爆》            | Frank Glass               | 兼音樂創作 |
| 2002 | 《黑獄風雲》            | Sasha Petrosevitch        | 兼監製 提名-金酸莓獎最差男主角 提名-斯汀克斯爛片獎最差男主角 |
| 2003 | 《致命任務》            | Jonathan Cold             | DVD首映；兼監製 |
| 2003 | 《截殺戰將》            | Prof. Robert Burns        | DVD首映；兼監製 |
| 2003 | 《制裁者》              | Jake Hopper               | DVD首映；兼監製 |
| 2004 | 《深入虎穴》            | William Lansing           | DVD首映 |
| 2004 | 《決戰擂台》            | Jack Miller               | |
| 2005 | 《烈日血戰》            | Travis Hunter             | DVD首映；兼編劇和音樂創作 |
| 2005 | 《最後魔鬼戰將》        | Chris Cody                | DVD首映 |
| 2005 | 《悍將出擊》            | Harlan Banks              | DVD首映；兼監製 |
| 2005 | 《猛龙》                | -                         | 執行製片人 |
| 2005 | 《黑暗黎明》            | Jonathan Cold             | DVD首映；兼監製 |
| 2006 | 《玩命悍將》            | John Seeger               | DVD首映 |
| 2006 | 《幻影人》              | Jack Foster               | DVD首映；兼監製和編劇 |
| 2006 | 《格鬥戰士》            | Cmdr. Marshall Lawson     | DVD首映；兼監製和編劇 |
| 2007 | 《終極戰機》            | John Sands                | DVD首映；兼編劇 |
| 2007 | 《捍衛正義》            | Simon Ballister           | DVD首映；兼監製 |
| 2008 | 《悍將重生》            | Matt Conlin               | DVD首映；兼監製 |
| 2008 | 《洋蔥電影》            | Cock Puncher              | DVD首映 |
| 2008 | 《逆轉殺機》            | Jacob King                | DVD首映；兼監製和編劇 |
| 2009 | 《黑暗毀滅》            | Tao                       | DVD首映 |
| 2009 | 《生死對決》            | Ruslan Drachev            | DVD首映 |
| 2009 | 《贖命殺神》            | Roland Sallinger          | DVD首映；兼監製和編劇 |
| 2009 | 《危險人物》            | Shane Daniels             | DVD首映 |
| 2010 | 《絕煞刀鋒》            | Rogelio Torrez            | |
| 2010 | Sheep Impact            | Paul Weland               | 短片 |
| 2010 | 《天罡星下凡》          | Robert "Bobby" Samuels    | DVD首映；兼監製和編劇 |
| 2012 | 《偵防危機》            | Cross                     | DVD首映 |
| 2013 | 《重裝叛逃》            | John Alexander            | DVD首映；兼監製 |
| 2014 | 《雷霆悍將》            | John Alexander            | DVD首映；兼監製 |
| 2014 | 《亡命賭徒》            | Paulie Trunks             | DVD首映 |
| 2015 | 《驚弓戰將》            | John Alexander            | DVD首映；兼監製 |
| 2016 | 《肅殺刑者》            | Robert Sikes              | 兼監製 |
| 2016 | 《火線狙擊：特別行動》  | Sergeant Jake Chandler    | 兼執行製片人 |
| 2016 | 《亡命盜劫》            | Gan Sirankiri             | 兼監製 |
| 2016 | 《毒裁者》              | Decker                    | 兼監製 |
| 2016 | 《撒拉薩大追殺》        | Harrison                  | 兼監製 |
| 2016 | 《殺人合約》            | John Harmon               | 兼監製 |
| 2016 | 《完美武器》            | The Director              | 兼監製 |
| 2017 | 《中国推销员》          | Lauder                    | |
| 2018 | 《忏悔》                | Axe                       | 兼監製 |
| 2019 | 《精英出擊》            | Jack Alexander            | |
| 2019 | 《私法捍衛》            | Augustino 'Finn' Adair    | |

### 電視
| 年份      | 標題                      | 角色             | 附註                                   |
| --------- | ------------------------- | ---------------- | -------------------------------------- |
| 1991      | 《週六夜現場》            | 他自己（主持人） | 單集：〈Steven Seagal/Michael Bolton〉 |
| 2009–2014 | 《正義悍將：史蒂芬·席格》 | 他自己           | 兼創作者和執行製片人；13集             |
| 2010–2012 | 《跨界偵查》              | Elijah Kane      | 兼創作者、編劇和執行製片人；25集       |

## 專輯
- 2005年：Songs from the Crystal Cave（英语：Songs from the Crystal Cave）
- 2006年：Mojo Priest（英语：Mojo Priest）

## 外部連結
- 官方網站（页面存档备份，存于）
- 史蒂芬·席格在互联网电影资料库（IMDb）上的資料（英文）